# Liste des ducs puis princes lombards de Bénévent
Liste des ducs puis princes lombards de Bénévent

## Ducs lombards de Bénévent
- 571 - 591 : Zotton de Bénévent ;
- 591 - 641 : Arigis Ier de Bénévent ;
- 641 - 642 : Aiulf Ier de Bénévent ;

Le duché de Bénévent au VIIIe siècle

- 642-647 : Radoald de Bénévent ; fils de Gisulf II de Frioul.
- 647-662 : Grimoald Ier de Bénévent fils de Gisulf II de Frioul. Roi des Lombards (662-671)
- 662-687 : Romuald Ier de Bénévent fils de Grimoald Ier;
- 687-689 : Grimoald II de Bénévent fils de Romuald Ier;
- 689-706 : Gisulf Ier de Bénévent  fils de Romuald Ier ;
- 706-731 : Romuald II de Bénévent  fils de Gisulf Ier ;
- 731-731 : Gisulf II de Bénévent  fils de Romuald II
- 731-732 : Andelais de Bénévent  ;
- 732-738 : Grégoire de Bénévent  neveu de Luitprand roi des Lombards;
- 738-742 : Godescalc de Bénévent ;
- 742-751 : Gisulf II de Bénévent fils de Romuald II;
- 751-758 : Liutprand de Bénévent fils de Gisulf II ;
  - 751-755 : Scauniperga sa mère régente.
- 758-788 : Arigis II de Bénévent, se proclame prince de Bénévent en 774 ; soumis par Charlemagne en 787 ;
- 788 - 806 : Grimoald III de Bénévent, otage de Charlemagne en 787 ; vassal des Francs ;
- 806 - 817 : Grimoald IV de Bénévent ;
- 817 - 832 : Sicon de Bénévent usurpateur.
- 832 - 839 : Sicard de Bénévent fils de Sicon ;
- 839 - 851 : Radelchis de Bénévent usurpateur
- 851-853 : Radelgaire Ier de Bénévent fils de Radelgis Ier
- 853-878 : Adalgis de Bénévent ;
- 878 - 881 : Gaideris Ier de Bénévent ;
- 881 - 884 : Radelchis II de Bénévent, fils de Adalgis Ier déposé ;
- 884 - 890 : Aio de Bénévent  ;
- 890-891 : Ursus de Bénévent ;
- 891-895 : Occupation par les Byzantins du Catépanat d'Italie avec les Stratèges: Symbaticos Protospatarios (891-892) et Georgios (892-894) ;
- 895-897 : Guy IV de Spolète, parent de Guy III de Spolète et d'Ageltrude, fille de Adalgis Ier
- 897-897 : Guaimar Ier de Salerne
- 897-897 : Pierre, évêque de Bénévent,
- 897-899 : Radelchis II de Bénévent, restauré ;

## Princes de Bénévent
De 900 à 981 les princes de Capoue règnent également sur Bénévent.
- 1er prince (900-910) : Aténolf Ier de Bénévent ;
- 2e prince (910-943) : Landolf Ier de Bénévent ;
- 3e prince (943-961) : Landolf II de Bénévent le Roux, à partir de son règne, nombreux corègents ; grandes instabilités ;
  - 943-959 : Pandolf Ier de Bénévent associé ;
  - 959-968 : Landolf III de Bénévent associé ;
- 4e prince (961 - 981) : Pandolf Ier de Bénévent Tête de Fer;
- 5e prince (968 - 981) : Landolf IV de Bénévent associé à son père;

Après la mort en 981 de Pandolf Ier « Tête de Fer », prince de Capoue-Bénévent, les Bénéventins chassent son fils et associé Landolf IV et le remplacent par son cousin Pandolf, s'affranchissant ainsi de la tutelle de Capoue.
- 6e prince 981-1014 : Pandolf II de Bénévent ;
  - 987-1011 : Landolf V de Bénévent son fils associé
  - 1011-1014: Pandolf II de Bénévent fils du précédent associé
- 7e prince (1014-1033) : Landolf V de Bénévent,
- 8e prince (1033-1051) : Pandolf III de Bénévent,
  - 1038-1051 : Landolf VI de Bénévent son fils associé
- 1051-1054 : Léon IX Pape
- 8e prince 1055-1059 : Pandolf III de Bénévent rétabli en dépendance du Saint-Siège,
  - 1056-1059 : Landolf VI de Bénévent son fils associé
- 9e prince 1059-1077 : Landolf VI de Bénévent
  - 1056-1074 : Pandolf IV de Bénévent son fils associé.

À la mort de Landolf VI de Bénévent le 7 novembre 1077, le Bénéventin est donné à la Papauté par les Normands.

## Premier Empire français
Napoléon Ier donnera la principauté de Bénévent à Charles-Maurice de Talleyrand-Périgord en 1806, lequel devra la rendre au pape en 1814.